# Alois Weiß von Starkenfels
Freiherr Alois „Louis“ Weiß von Starkenfels (* 1847; † 1895) war ein österreichischer Gutsbesitzer, Heraldiker und Genealoge.

## Leben
Aloysius „Louis“ Freiherr Weiß von Starkenfels war ein Sohn des Hofrates Richard Weiß Edler von Starkenfels (1815–1882), der in den 1870er Jahren in den  österreichischen Freiherrenstand erhoben wurde. 1873 kaufte dieser das Rittergut Tettenweis samt Schloss im unteren Rottal, das bisher im Besitz der Grafen Joner gewesen war.
1877 heiratete Alois Freiherr Weiß von Starkenfels die 1838 geborene Witwe Marie Therese von Tauffkirchen, geb. Gräfin Meraviglia-Crivelli, die zuvor mit dem 1871 verstorbenen Max Joseph Grafen von Tauffkirchen zu Kleeberg verheiratet gewesen war. Weiß von Starkenfels gelangte dadurch auch in den Besitz von Schloss Kleeberg im unteren Rottal. In der Gruftkapelle der Grafen Tauffkirchen-Kleeberg in Trostling bei Ruhstorf an der Rott erinnert ein Epitaph an zwei frühverstorbene Kinder aus seiner Ehe. Weiß von Starkenfels verkaufte den ehemals Tauffkirchen'schen Besitz und das Schloss Kleeberg 1881 an die Freiherrn von Moreau, das Rittergut Tettenweis samt Schloss 1893.
Alois Freiherr Weiß von Starkenfels verfasste zusammen mit Johann Kirnbauer von Erzstätt das Siebmacher-Wappenbuch über den Adel in Oberösterreich.

## Publikationen
- Die Wappen des Adels in Oberösterreich. In: Siebmachers großem Wappenbuch.